# Toxocara cati
Toxocara cati es un parásito de gatos y otros felidos de distribución mundial. Es uno de los parásitos nemátodos más comunes de los gatos.
Los gusanos adultos se localizan en el tracto digestivo del hospedador. En gatos adultos, la infección presenta síntomas como decaimiento, falta de apetito y vómitos acompañados del propio parásito, mientras que en gatos recién nacidos, la infección masiva puede ser mortal.
Toxocara cati Schrank (1788), es el ascarídeo de los gatos. Su morfología es muy similar a la de T. canis, los machos adultos miden de 3 a 6 cm de longitud y las hembras de 4 a 7 cm de longitud. Los huevos miden aproximadamente 75 x 70 μm, siendo de
menor tamaño que los de T. canis, pero mayores que los de A. lumbricoides.
La toxocariasis es el término clínico aplicado a la infección en seres humanos producida por Toxocara canis (T. canis) y en menor grado por Toxocara cati (T. cati) (codificadas en la Clasificación Internacional de Enfermedades como CIE-9 128.0; CIE-10 B83.0(Despommier, 2003; Heymann & American Public Health Association, 2004; Overgaauw, 1997a). El hábitat definitivo de T. catis es en el intestino delgado del gato.